# 자산유동화기업어음
자산유동화기업어음(Asset-backed commercial paper, ABCP)이란 자산이 자유롭게 사용될 수 있는 기업 어음이다.

## 구조
ABCP는 일반적으로 발행일로부터 1일에서 270일(평균 30일) 사이에 만기가 도래하는 단기 상품이며 컨두잇(Conduit) 또는 SIV(Structured Investment Vehicle)와 같은 자산 지원 상업 어음 프로그램에 의해 발행된다.
컨두잇은 후원 금융 기관에 의해 설정된다. 컨두잇의 유일한 목적은 다양한 자산 판매자로부터 금융 자산을 구매하고 보유하는 것이다. 컨두잇은 머니 마켓 펀드와 같은 외부 투자자 또는 은퇴 자금과 같은 기타 "안전 자산"투자자에게 자산 지원 상업 어음을 판매하여 자산에 자금을 조달한다.
ABCP의 담보 역할을 하는 금융 자산은 일반적으로 자산 담보 증권(ABS), 주택 모기지(RMBS), 상업 대출 및 CDO와 같은 다양한 자산이 혼합되어 있다. 자산의 대부분은 AAA 등급이며, 일부는 후원 금융 기관에서 생성한 무등급 자산이며, 혼합물은 신용 평가 기관에서 공동으로 파산 위험이 낮은 것으로 판단된다. 자산 출처는 대부분 미국(68%), 독일(15%) 및 영국(10%)이다. ABCP가 매우 매력적인 투자 기회를 나타냈기 때문에 많은 대형 기관이 이러한 자산에 막대한 투자를 했다. 2007년 8월 이전에는 이 금융 상품이 어려움을 겪은 적이 없었으며 기관으로부터 높은 평가를 받았고 중요한 것은 기관이 수익성 있는 기간 이후에 투자할 현금 자산을 보유했다는 것이다. 그러나 2007-2008년에 이러한 자산 중 많은 부분이 예상보다 저조하여 구매자가 ABCP 또는 롤오버를 구매할 의향이 훨씬 줄어들었다.

## 같이 보기
- 자산유동화증권

1. ↑  Covitz, Daniel, Nellie Liang and Gustavo Suarez (2009). The conduit is referred to as a structured investment vehicle. The evolution of a financial crisis: Panic in the asset-backed commercial paper market. Division of Research & Statistics and Monetary Affairs, Federal Reserve Board.
2. ↑  Board of Governors of Federal Reserve System. http://www.federalreserve.gov/releases/cp/about.htm.
3. ↑  Acharya, Viral, Philipp Schnabl and Gustavo Suarez (2010). Securitization Without Risk Transfer, September 2010, NBER Working Paper No. 15730